# 伊賀貞雪
伊賀 貞雪（いが さだゆき、1922年11月14日 - ）は、日本の政治家。元愛媛県知事（3期）。
1987年に初当選し、以後連続三選を果たす。1999年には四選を目指したが、反対派の推す新人の元文部省の官僚・加戸守行に敗れた。

## 知事就任まで
愛媛県温泉郡北吉井村（後の同郡重信町、現：東温市）出身。旧制愛媛県立松山商業学校（現：愛媛県立松山商業高等学校）を卒業し、1946年に愛媛県庁に入庁。財政課長、出納長などの要職（県庁の本流の中の本流とされる財政畑）を歴任し、行政職としてキャリアを重ねた。白石春樹知事第3期の後半から副知事に就任し、白石が退任する第4期までの県政を支えた。
1987年（昭和62年）、白石の後継として指名を受け、愛媛県知事選挙に立候補し、県議会議員と知事の座を争ったが県議が急逝、結果的に事実上白石より禅譲を受ける形で（別の候補者がおり選挙自体は実施された）、知事の座についた。

## 生活文化県政
就任以来、生活優先と文化重視を基本理念とする「生活文化県政」を掲げた。1991年4月には全国初の「生活文化県宣言」を行った。ただ、えひめ瀬戸内リゾート開発構想や第二国土軸構想の推進など、開発主体の流れは否めないところであった。
在任中に手がけた箱物としては、総合科学博物館、歴史文化博物館、県美術館、生涯学習センター、えひめこどもの城、テクノプラザ愛媛、アイテム愛媛、各種の公設試験研究場など多数あり、また国の景気対策もあって、道路整備にも注力したため、1990年代の前半の5年間に土木費が二倍に膨れ上がり、その後の県財政の悪化を招いた。
伊予テレビ（現：あいテレビ）、愛媛朝日テレビの開局にも尽力した。

## 白石前知事との確執

伊賀が1989年に制定した愛媛県章（第3代）

白石からの事実上の禅譲によりその地位に就いた伊賀であったが、就任後は次第に独自路線を模索、端的には白石色を薄めようと、様々な行動を起こし始める。
1989年、白石が定めた愛媛県章を廃止し、新たな県章を制定したことは象徴的な出来事だった。伊賀は2人の実力県議と連携を強めたが、逆に他の県議の反発を招いた。この時点では、反伊賀派は表立った行動に出られなかったが、その2人の実力県議が相次いで死去し、県議団は次第に押さえがきかなくなり、情勢は流動化する。
白石県政時には、口出しすることを避けていた国会議員の思惑なども複雑に絡み合い、ついに県議団は伊賀派と反伊賀派、独自の候補を擁立する3派に分裂した。県選出の国会議員も2派に割れた。

## 最後の知事選
1999年の知事選挙は伊賀にとって最後の知事選となった。戦後の愛媛県政史上、35年の長期にわたり磐石を誇った保守一枚岩の体制が崩れ、自民党県議団は伊賀派と反伊賀派に分裂した。自民党県連執行部が現職である伊賀を推さず、共産党以外の野党が県政刷新に向けて自民党と手を結ぶというイレギュラーな構図で、保革あい乱れ5人が立つ、激戦となった。県選出国会議員も越智伊平を除くすべての議員が反伊賀派に回った。
また、県の関係団体をフル稼働させた選挙運動はもちろん、県から市町村長に対し伊賀知事名で依頼文書が送付されるなど、エスカレートした。結局、反伊賀派が推す新人の加戸守行が現職の伊賀に18万票余りの大差をつけて当選した｡
県選挙管理委員会は知事選投票日を1月3日に設定、史上稀な年末年始の選挙戦となり、不在者投票が多数に上った。県議会は、県選管の問責決議案を可決した。日程も含めて異例な選挙であった。
新たに知事となった加戸も伊賀を推した農業団体、特に農協トップの姿勢にことのほか厳しい姿勢を見せ、選挙戦のしこりが残ったことを認めている。

## 職歴
- 1946年（昭和21年） 愛媛県に入庁
- 1970年（昭和45年） 財政課長
- 1975年（昭和50年） 知事公室長
- 1978年（昭和53年） 調整振興部長
- 1980年（昭和55年） 出納長
- 1982年（昭和57年） 副知事
- 1987年（昭和62年） 知事
- 1998年（平成10年） 任期満了、引退

## 受章歴
- 旭日重光章：2013年（平成25年）

| 公職          | 公職                                      | 公職          |
| ------------- | ----------------------------------------- | ------------- |
| 先代 白石春樹 | 愛媛県知事 公選第12-13代：1987年 - 1999年 | 次代 加戸守行 |